# Волуйки
Волу́йки — село в Україні, в Буській міській громаді Золочівського району Львівської області. Орган місцевого самоврядування — Буська міська рада. Населення становить 90 осіб. До 2020 року органом місцевого самоврядування була Олеська селищна рада.

## Географія
Відстань до обласного центру становить 78 км, до районного центру — 34 км, до центру громади становить 26 км, що проходять автошляхами обласного та місцевого значення. Відстань до найближчої залізничної станції Ожидів-Олесько — 9 км.

## Населення
За даними всеукраїнського перепису населення 2001 року у селі мешкало 90 осіб.

### Мова
Розподіл населення за рідною мовою за даними перепису 2001 року був наступним:
| українська | 89 | 98,89 |
| російська  | 1  | 1,11  |

## Історія
Село було створено в 1897р дідом з прізвищем Волуйко[джерело?].